# Dipterocarpus eurhynchus
Dipterocarpus eurhynchus är en tvåhjärtbladig växtart som beskrevs av Friedrich Anton Wilhelm Miquel. Dipterocarpus eurhynchus ingår i släktet Dipterocarpus och familjen Dipterocarpaceae. Inga underarter finns listade i Catalogue of Life.